# Sławomir Tomasik
Sławomir Tomasik (ur. 1959) – polski skrzypek, pedagog, kompozytor i poeta.

## Życiorys
Absolwent Akademii Muzycznej im. Fryderyka Chopina (klasa skrzypiec Jana Tawroszewicza i Krzysztofa Jakowicza; dyplom z odznaczeniem 1983). Uczeń Tadeusza Wrońskiego i André Gertlera. Studiował również w Musikhochschule w Kolonii. Laureat konkursów skrzypcowych, kameralnych i fonograficznych. Profesor sztuk muzycznych (2014). Profesor zwyczajny UMFC w Warszawie, profesor wizytujący SOAI University w Osace. Od 2020 roku Kierownik Katedry Instrumentów Smyczkowych Uniwersytetu Muzycznego Fryderyka Chopina w Warszawie. Laureat Nagrody Muzycznej Fryderyk 2011. Dyrektor artystyczny Międzynarodowych Konkursów na Skrzypce Solo im. Tadeusza Wrońskiego w Warszawie oraz Międzynarodowych Kursów w Nałęczowie oraz w Puławach. Juror międzynarodowych konkursów skrzypcowych.
Koncertował w Anglii, Austrii, Finlandii, Francji, Japonii, Korei Płd., Rosji, Szwajcarii, Ukrainie. Był pierwszym koncertmistrzem południowokoreańskiej Daegu Symphony Orchestra (1992–1994). Komponuje utwory skrzypcowe – prawykonanie jego La Cadenzy na skrzypce solo op.3 odbyło się w Kawai Music Hall w Tokio.
Jego uczniami byli m.in.: Erika Dobosiewicz, Grzegorz Lalek, Hyunsu Kim, Bomsori Kim, Jakub Jakowicz.

## Dyskografia
- I.J. Paderewski – Wszystkie dzieła skrzypcowe (Polskie Radio, Warszawa 2001, Sławomir Tomasik, skrzypce, Izabela Tomasik, fortepian, NOSPR, B. Madey)
- Polish Music after Chopin, Japoland 2002, Sławomir Tomasik, Maki Hirasawa
- Violin recital (DUX, Warszawa 2003, Sławomir Tomasik, skrzypce, Izabela Tomasik, fortepian)
- Muzyka skrzypcowa przez wieki – VIOLIN ACROSS THE AGES (Polskie Nagrania, Warszawa 2004), Sławomir Tomasik, Izabela Tomasik,
- Complete violin and piano works / Karol Szymanowski (Polskie Radio, Fundacja „Skrzypce” im. T. Wrońskiego, Warszawa 2011), z Robertem Morawskim; Fryderyk 2011 w kategorii Album Roku Muzyka Kameralna
- The Power of the Polish Violin  Album 2CD – K.Lipiński, I.J. Paderewski, Zb. Turski, B. Kowalski, Nominacje do Fryderyki 2014 w kategorii Album Roku Muzyka Symfoniczna i koncertująca
- J. Elsner – Violin and Pianoforte works, Sławomir Tomasik, Edward Wolanin, FFV Records, 2014, Nagranie na instrumentach historycznych wszystkich dzieł skrzypcowych.
- J. Brahms – Sonatas opus 78,100,108, 120 (2CD), Sławomir Tomasik, Robert Morawski, Sarton 2017, Warszawa, Pierwsze nagranie w dyskografii światowej 5 Sonat Brahmsa.
- I.J. Paderewski – All Violin and Piano works[6], Sławomir Tomasik, Robert Morawski, FFV Records, RECART, 2019
- Polish Souvenirs & Lullabies for Violin and Piano[7], Sławomir Tomasik, Robert Morawski, Chopin University Press, 2022

## Publikacje

### Książki, kompozycje i edycje nutowe
- The Violin Scales System Umak Chun Chu Sa Edition, Seoul, Korea Płd., 1997,
- J.J. Paderewski – dzieła wszystkie wydanie edytorskie (Akademia Muzyczna im. Fryderyka Chopina, Warszawa 2001)
- Kompas skrzypka. Cz. 1, Elementy ruchowo chwytowe (Akademia Muzyczna im. Fryderyka Chopina, Warszawa 2002), następne wydania w 2005 i 2014
- Violin playing & teaching – Edition of Taegu Catholic University, 2007, South Korea
- Kompas skrzypka. Cz. 2, Elementy warsztatowo artystyczne (Twoja Muza), 2007
- System gam, pasaży i dwudźwięków: na skrzypce (Twoja Muza, Warszawa 2008)
- G. F. Telemann – 12 Fantazji. Wydanie źródłowe w oparciu o manuskrypt (Twoja Muza), 2009
- Abecadło dwudźwiękowe dla dzieci (FFV Edition, Warszawa 2011)
- Duetowe co nieco: na skrzypce (Polskie Wydawnictwo Muzyczne, Kraków 2014)[8]
- Korekta aparatu gry skrzypka: lekcja po lekcji oraz część praktyczna: 5 godzinny film na DVD (Polskie Wydawnictwo Muzyczne, Warszawa-Kraków 2017)
- Rozgrzewka skrzypka (PWM Edition, Kraków, 2020)[9]
- Krakowskie kwartety skrzypcowe (PWM Edition, Kraków, 2023)[10]

### Poezja
- Moja muzyka (Akademia Muzyczna im. Fryderyka Chopina, Warszawa 2004)
- Sto pytań do ogrodu (Wydawnictwo Nowy Świat, Warszawa 2009)